# The One with the Prom Video
"The One with the Prom Video" es el décimo cuarto episodio de la segunda temporada del sitcom Friends, Fue emitido por primera vez en la cadena National Broadcasting Company (NBC), en los Estados Unidos, el 1 de febrero de 1996.
 El argumento principal del episodio muestra a los personajes principales viendo un video sobre Monica (Courteney Cox) y Rachel (Jennifer Aniston) preparándose para su baile de graduación. La historia secundaria muestra a Joey (Matt LeBlanc) dándole a Chandler (Matthew Perry) un regalo inusual.
El episodio fue dirigido por James Burrows y escrito por Alexa Junge. Las estrellas invitadas en el episodio fueron Elliott Gould y Christina Pickles como Jack y Judy Geller, y Patrick Kerr como el gerente del restaurante. Con frecuencia clasifica entre los mejores episodios de Friends, o cualquier serie. En su emisión original, el episodio tuvo 33.6 millones de espectadores.

## Trama
Joey le regala a Chandler un brazalete de oro como agradecimiento por ayudarle económicamente durante años. Chandler se burla del brazalete lo cual hace enojar a Joey cuando accidentalmente lo oye. Chandler promete jamás volver a quitárselo, aunque después lo pierde. Compra otro para remplazarlo, pero poco después encuentra el original y le regala uno a Joey, reparando su amistad. Ross (David Schwimmer) continúa buscando el perdón de Rachel después de hacerla enojar en "The One With the List", pero ella le dice que su relación nunca funcionará. Los padres de Monica le dan unas cajas con sus posesiones, y encuentra un video de ella y Rachel preparándose para su baile de graduación.
Todos deciden ver el video, aunque Ross se niega. En el video, Rachel esta desesperada porque su cita, Chip, aún no llega y Monica rehúsa ir al baile sin ella. El padre de Ross lo convence de ponerse su traje e invite a Rachel al baile. Cuando Ross está a punto de decirle a Rachel, Chip llega y se van. El video termina con Ross decepcionado y rechazado. Rachel, encantada por el gesto de Ross, se levanta y lo besa, olvidando lo que pasó entre ellos.

## Producción
Los productores mantuvieron a Ross y a Rachel de estar juntos durante la primera temporada, y más tarde reunirlos en el episodio de la segunda temporada, "The One Where Ross Finds Out" solo para separarlos en el siguiente episodio. La escritora Alexa Junge, incorporó algunas de sus experiencias en el guion, particularmente cuando Phoebe dijo que Ross y Rachel eran “langostas”, algo que el marido de Junge dijo. Aniston se puso una nariz falsa para las escenas del video, mientras que Cox usó un traje especial. Aunque en episodios anteriores se había establecido que Monica era gorda de niña, esta fue la primera aparición de Monica gorda (vuelve hacer varias apariciones en la serie). La larga nariz de Rachel fue añadida ya que Junge creyó que los personajes eran “perfectos, y quería que los espectadores se sintieran identificados”.
Al principio, Schwimmer no quería usar la peluca afro ni el bigote porque creía que se vería como Gabe Kaplan en Welcome Back, Kotter. Él cedió porque le permitieron "captar una parte de sí mismo que era muy vulnerable y tímida" e incorporarla a su actuación. En un borrador del guion, en el video de graduación se puede ver un episodio de All My Children a lo lejos. La escena pretendía incluir a “Bryce”, interpretado por Gunther (revelado en "The One Where Eddie Won't Go").

## Recepción
Entertainment Weekly le dio al episodio una "A", dando la bienvenida a Burrows como director. Los autores de Friends Like Us: The Unofficial Guide to Friends lo describieron como "espectacular" y "Es la seña de un buen espectáculo, el cual puede convertirse de cómica a romántica en un breve escena". Robert Bianco escribió en USA Today en 2004, "Si alguien debe llevarse el crédito de convertir a Friends de bueno a genial es "The One After the Prom Video" y describió la resolución como "ingeniosa, inesperada y revuelta".
El episodio es uno de los más populares entre los fanes. Es uno de los dos episodios en tener comentarios en el DVD para región 1. En una encuesta realizada poco antes del final de la serie, "The One with the Prom Video" fue elegido como el mejor episodio de Friends, con 1.6 millones de personas a favor. Este es el episodio favorito de Schwimmer, al cual le gustó como inicio la relación de Ross y Rachel, así como los comentarios de Chandler hacia Monica sobre su peso en el video. Obtuvo el grado de "Magnífico" (en inglés, Superb) en TV.com, con 9,4 sobre 10 de calificación (de 373 votos).